# Safford, Arizona
Safford är en stad (city) i Graham County, i delstaten Arizona, USA. Enligt United States Census Bureau har staden en folkmängd på 9 530 invånare (2011) och en landarea på 22,2 km². Safford är huvudort i Graham County.